# NEWSぎふチャン
『NEWSぎふチャン』（ニュースぎふチャン）は、2007年10月1日から岐阜放送（ぎふチャン）で放送されているニュース番組。岐阜新聞協力。

## テレビ
2007年に岐阜放送の愛称「ぎふチャン」が制定されたのを機に、同じく岐阜新聞協力で放送されていた『GBS TV NEWS』を改題したものである。

### 放送時間
2021年9月時点。週末は直後(21:59 - 22:00)に天気予報が1分放送される。
- 月曜 - 木曜 22:58 - 23:03
- 金曜 22:54 - 22:57
- 土曜 - 日曜 21:54 - 21:59

### 備考
- 2013年3月まで使用されていたオープニング音楽は『BATTLE TALK RADIO アクセス』（TBSラジオ製作、ぎふチャンの放送対象エリア内ではCBCラジオでネットされていた）の「カウントダウンToday」のオープニングとほぼ同じで、ぎふチャンのほうがやや早回しとなっている。
- 2013年4月から使用されているオープニング音楽はHeviaの『Busindre Reel』（サンテレビのニュースEyeランドでも一時期使用されていた）
- 土日には17:15 - 17:20の枠で放送されていたが、2011年9月に終了。2011年10月以降は、それまで平日のみに放送されていた『NEWS 5 PLUS』が土日にも拡大し、17:00 - 17:15の枠で放送されていたが、同番組が2013年12月27日に終了することに伴い、12月28日より土日17:00-17:04枠にて再開する。
- 年末年始の平日は夕方の定時ニュースの放送は無く、同ニュースの放送となるが、不規則な放送時間となり夕方か夜のどちらか1回のみ、5分程度枠での放送となる。
- タイトルロゴが、『NEWS 5 PLUS』の「NEWS」、「ぎふチャン」のロゴをそのまま使っている。

## 関連番組
『【Ｎ】ぎふプラス』（ニュースぎふプラス）は、岐阜放送（ぎふチャン）にて2021年（令和3年）のお正月から、2021年1月5日まで、夕方4時50分～夕方4時55分にかけて放送されたニュース番組である。放送は、ぎふチャンのニューススタジオで行われた。
タイトルロゴやオープニングがなく、ニュースキャスターが、そのまま、ニュースを、2件ほど映像と一緒に放送するという番組である。

## ラジオ
ラジオ版は岐阜放送の開局以来『岐阜日日新聞→岐阜新聞ニュース』（1988年に「岐阜日日」から「岐阜新聞」に改題したのに伴い番組名も改題）と題して放送されていたが、2012年4月から2020年3月まではラジオ版も『NEWSぎふチャン』として放送されていた。主に日中のワイド番組内で、毎時50分からの10分間か55分からの5分間のいずれかを中心にして放送されていた。
なお2020年4月以降はタイトルが『岐阜新聞ニュース』に戻されている。